# Florian G. Mildenberger
Florian Georg Mildenberger (* 3. Oktober 1973 in München) ist ein deutscher Medizinhistoriker. Er war wissenschaftlicher Mitarbeiter am Institut für Geschichte der Medizin der Robert Bosch Stiftung in Stuttgart.

## Leben
Florian Mildenberger wuchs in Schondorf am Ammersee sowie in München auf. Er machte 1993 Abitur, absolvierte seinen Wehrdienst bei den Führungstruppen des Heeres in Donauwörth und Pöcking und studierte von 1994 bis 1998 in München, London und Berlin Neuere Geschichte, Geschichte Osteuropas und Politikwissenschaften. Parallel hospitierte er im Institut für Rechtsmedizin an der Ludwig-Maximilians-Universität München, um sich medizinische Zusammenhänge anzueignen. Im Rahmen dieser Tätigkeit fasste Mildenberger den Entschluss, sich künftig auf die Geschichte und Theorie der Medizin zu konzentrieren. In seiner Freizeit engagierte er sich in der Technosubkultur in Oberbayern und arbeitete in der Galerie Kunstbehandlung mit.
Nach dem Abschluss als Magister Artium 1998 unternahm Mildenberger eine Studienreise nach Russland, die ihn nach Labytnangi, Salechard und Nadym führte. Aufbauend auf den Forschungsergebnissen, die er in lokalen Archiven erzielt hatte, verfasste Mildenberger seine Dissertation über die Polarkreiseisenbahn. 2000 wurde er in München mit der Bewertung magna cum laude zum Dr. phil. promoviert.
Anschließend unterrichtete er bis 2002 als Lektor für Neuere Geschichte und Wissenschaftsgeschichte an der Universität Wien, ehe er Projektmitarbeiter am Institut für Geschichte der Medizin in München unter Paul Ulrich Unschuld wurde. 2006 habilitierte er sich in München mit einer Studie über Leben und Werk Jakob von Uexkülls. In seiner Freizeit engagierte er sich in dem Berliner Projekt Gigi – Zeitschrift für sexuelle Emanzipation.
Mildenberger verließ München 2007 und zog nach Berlin um. Er absolvierte einen Diplomstudiengang des American Board of Sexology. Von 2008 bis 2009 arbeitete er als Fachreferent für Geschichte der Medizin an der Staatsbibliothek zu Berlin. Seit 2009 lehrte er an der Europa-Universität Viadrina in Frankfurt (Oder) als Lehrbeauftragter für Geschichte der Medizin. Von 2011 bis 2022 war Mildenberger außerplanmäßiger Professor an der Viadrina.
Seit 2025 ist er Mitglied des Wissenschaftlichen Beirats des Niedersächsischen Instituts für Sportgeschichte.

## Tätigkeit
Mildenbergers Forschungen umfassen die Felder Medizingeschichte, Sexologie, osteuropäische Geschichte, Gender Studies, die Aufarbeitung der deutschen Pädophilenbewegung sowie die von der Ex-Gay-Bewegung propagierte und umstrittene Konversionstherapie, die Homosexualität als therapierbare Erkrankung ansieht.
Mildenberger beschäftigt sich mit zahlreichen wissenschafts- und medizinhistorischen Themen. So verfasste er ein Buch zum historischen Homosexualitätsverständnis deutscher Psychiater, Biographien der österreichischen Frauenärztin Helene Stourzh-Anderle (1890–1966) und des Medizinhistorikers und Indologen Reinhold F. G. Müller (1882–1966) oder auch eine Studie über das Leben des pädosexuellen Aktivisten Peter Schult. Hinzu kommen Aufsätze zu biologiehistorischen und wissenschaftshistorischen Themen.
Seit 2007 wandte sich Mildenberger zunehmend der Geschichte der Komplementärmedizin zu. Zu seinen Publikationen zählen eine Betrachtung des Sexualverständnisses der Homöopathen und Naturheiler im 19. Jahrhundert, eine Monographie über die medikalen Subkulturen in der Bundesrepublik Deutschland und die historische Betrachtung von Wunderheilern in der deutschen Geschichte (z. B. Bruno Gröning).
Mildenberger kritisierte darüber hinaus 2011 eine von ihm wahrgenommene Überhöhung des Lebens und Wirkens des Bakteriologen Paul Ehrlich (dessen Erfindung Salvarsan als eines der ersten antimikrobiell wirksamen Medikamente bei der Bekämpfung der Syphilis große Dienste leistete).
In seinen Vorlesungen und Seminaren an der Europa-Universität Viadrina beschäftigt sich Mildenberger u. a. mit der Geschichte der Schönheitschirurgie, dem Frauenbild deutscher Gynäkologen oder den sprachwissenschaftlichen Aspekten bei Diskursen um „Sex“.

## Veröffentlichungen (Auswahl)
- Die Polarmagistrale. Ein Beitrag zur Erforschung unbekannter Eisenbahnprojekte in Russlands Norden und Sibirien. Johannes Press, München 2000.
- …in der Richtung der Homosexualität verdorben. Psychiater, Kriminalpsychologen und Gerichtsmediziner über männliche Homosexualität 1850–1970. Männerschwarm-Verlag, Hamburg 2002.
- Allein unter Männern. Leben und Werk Helene Stourzh-Anderles. Centaurus, Herbolzheim 2004.
- Beispiel Peter Schult. Pädophilie im öffentlichen Diskurs. Männerschwarm-Verlag, Hamburg 2006.
- Umwelt als Vision. Leben und Werk Jakob von Uexkülls (1864–1944). Steiner-Verlag, Stuttgart 2007 (= Sudhoffs Archiv. Beiheft 56).
- Heilende Hände – Abtreibende Finger? Die Debatte um die Thure-Brandt-Massage in der deutschsprachigen Medizin (ca. 1870 bis ca. 1970). In: Medizin, Gesellschaft und Geschichte 26 (2007), S. 75–130.
- Heilstrom durch den Kropf. Leben, Werk und Nachwirkung des Wunderheilers Bruno Gröning (1906–1959). In: Sudhoffs Archiv. Zeitschrift für Wissenschaftsgeschichte 92 (2008), S. 35–64
- Sexualität und Naturheilkunde 1850 bis 1914. In: Zeitschrift für Sexualforschung. Band 22, 2009, S. 24–48.
- Auf verlorenem Posten. Der einsame Kampf des Heinrich Dreuw gegen Syphilis und Salvarsan. In: Würzburger medizinhistorische Mitteilungen. Band 30, 2011, S. 218–258.
- Medikale Subkulturen in der Bundesrepublik Deutschland und ihre Gegner (1950–1990). Die Zentrale zur Bekämpfung der Unlauterkeit im Heilgewerbe. Steiner-Verlag, Stuttgart 2011 (= Beihefte zu Medizin, Gesellschaft und Geschichte. Band 41).
- Otto Prokop, das Ministerium für Staatssicherheit und die Parapsychologie. In: Zeitschrift für Anomalistik. Band 13, 2013, S. 69–80.
- Medizinische Belehrung für das Bürgertum. Medikale Kulturen in der Zeitschrift „Die Gartenlaube“ (1853–1944) (= Medizin, Gesellschaft und Geschichte. Beiheft 45). Franz Steiner, Stuttgart 2012, ISBN 978-3-515-10232-2. Vgl. hierzu: Gundolf Keil: Rezension. In: Medizinhistorische Mitteilungen. Zeitschrift für Wissenschaftsgeschichte und Fachprosaforschung. Band 34, 2015 (2016), S. 306–313.
- Kein Heil durch Arsen? Die Salvarsandebatte und ihre Konsequenzen. In: Fachprosaforschung – Grenzüberschreitungen. Band 8/9, 2012/2013 (2014), S. 327–390.
- Der Aufbau eines „Hygienischen Staates“. Die Modernisierung des Herzogtums Sachsen-Meiningen durch Georg II. (1826–1914) und Georg Leubuscher (1858–1916). In: Fachprosaforschung – Grenzüberschreitungen. Band 10, 2014, S. 111–144.
- Der gerade Rücken als Doktrin. In: Manuelle Medizin. Band 52, 2014, S. 324–326.
- Was ist Homosexualität? Forschungsgeschichte, gesellschaftliche Entwicklungen und Perspektiven. Männerschwarm-Verlag, Hamburg 2014, ISBN 978-3-86300-163-6.
- Lebensreform und Medizin um 1900. Die Naturheilbewegung in Brandenburg. In: Christiane Batz (Hrsg.): Einfach. Natürlich. Leben: Lebensreform in Brandenburg 1890–1933. Berlin 2015, S. 105–114.
- Verschobene Wirbel – verschwommene Traditionen. Chiropraktik, Chirotherapie und Manuelle Medizin in Deutschland. Stuttgart 2015.
- Der Deutsche Zentralverein homöopathischer Ärzte im Nationalsozialismus. Bestandsaufnahme, Kritik, Interpretation. Wallstein Verlag, Göttingen 2016, ISBN 978-3-8353-1879-3.
- Zur Soziologie der Homosexualität in der Bundesrepublik Deutschland: Entstehung und Auswirkung der Studie ‘Der gewöhnliche Homosexuelle’ von Martin Dannecker und Reimut Reiche (1974). In: Medizinhistorische Mitteilungen. Zeitschrift für Wissenschaftsgeschichte und Fachprosaforschung. Band 35, 2016 (2018), S. 209–222.
- Arzt, Autor, Außenseiter: Kurt Rüdiger v. Roques (1890–1966). In: Medizinhistorische Mitteilungen. Zeitschrift für Wissenschaftsgeschichte und Fachprosaforschung. Band 36/37, 2017/2018 (2021), S. 135–146.
- Nachruf auf Gerhard Baader (1928–2020). In: Medizinhistorische Mitteilungen. Zeitschrift für Wissenschaftsgeschichte und Fachprosaforschung. Band 36/37, 2017/2018 (2021), S. 321–326.
- "Der Leib im Dienst der Seele". Die Deutsche Jugendkraft (DJK) im innerkatholischen Machtgefüge (1920-1990). Hannover, Niedersächsisches Institut für Sportgeschichte, 2024, ISBN 978-3-932423-48-2